# C/1974 V2 (Bennett)
C/1974 V2 (Bennett) war ein Komet, der im Jahr 1974 gesehen werden konnte. Während seiner Annäherung an die Sonne wurde beobachtet, dass er sich auflöste.

## Entdeckung und Beobachtung
Der Komet wurde am frühen Morgen des 13. November 1974 von dem südafrikanischen Amateurastronomen John C. Bennett mit einem 125-mm-Refraktor in Pretoria entdeckt. Er hatte seit seiner letzten Entdeckung eines Kometen im Jahr 1969 bereits 482 Stunden nach einem neuen Kometen gesucht. Bennett schätzte die Helligkeit des Kometen zu 9 mag und beschrieb ihn als diffus und ohne erkennbaren Schweif. Er konnte seine Beobachtung des Kometen am folgenden Abend wiederholen, als die Helligkeit bereits auf 8,5 mag angestiegen war.
Überraschenderweise konnte Bennett bei einer erneuten Beobachtung am 18. November feststellen, dass die Helligkeit wieder auf unter 10 mag gefallen war. Offenbar hatte der Komet kurz vor seiner Entdeckung einen Helligkeitsausbruch erlebt. Auch Tsutomu Seki, der den Kometen aus Japan beobachten konnte, beschrieb diesen Helligkeitsabfall.
Der Komet wurde in der zweiten Novemberhälfte von mehreren Beobachtern auf der Süd- und Nordhalbkugel intensiv beobachtet, seine Erscheinung wurde in dieser Zeit aber immer diffuser. Obwohl sich der Komet rasch weiter der Erde näherte und man ursprünglich damit rechnete, dass er eine maximale Helligkeit von 6 mag erreichen würde, wurde er stattdessen immer schwieriger zu beobachten. Aufnahmen vom 26. November und eine visuelle Suche während der totalen Mondfinsternis am 29. November zeigten keine deutlichen Anzeichen mehr von dem Kometen, seine Helligkeit muss zu der Zeit schon unter 12 mag gelegen haben. Aufnahmen vom 5. bis 10. Dezember, als er seine größte Erdnähe erreicht haben sollte, zeigten nur schwache, nebulöse Spuren an der Stelle, wo der Komet zu erwarten gewesen wäre, und alle darauf folgenden Versuche, noch Spuren von ihm entdecken, blieben ohne Ergebnis.

## Umlaufbahn
Für den Kometen konnte aus 14 Beobachtungsdaten über einen Zeitraum von 10 Tagen eine elliptische Umlaufbahn bestimmt werden, die um rund 135° gegen die Ekliptik geneigt ist. Die Bahn des Kometen verläuft damit schräg gestellt zu den Bahnebenen der Planeten, er durchlief seine Bahn gegenläufig (retrograd) zu ihnen. Im sonnennächsten Punkt der Bahn (Perihel), den der Komet (oder seine Überreste) am 1. Dezember 1974 durchlaufen hat, befand er sich mit 129,3 Mio. Kilometer Sonnenabstand im Bereich zwischen den Umlaufbahnen von Venus und Erde. Auf seinem Weg in das innere Sonnensystem hatte er sich dem Neptun am 23. März 1965 bis auf etwa 8 ¾ AE, dem Jupiter am 18. Januar 1972 bis auf knapp 6 ½ AE und dem Saturn am 22. November 1974 bis auf etwa 8 ⅓ AE Distanz genähert. Am 8. Dezember kam er der Erde bis auf 46,7 Mio. km (0,31 AE) nahe.
In der Nähe des aufsteigenden Knotens seiner Umlaufbahn hätte sich der Komet um den 24. Dezember 1974 in geringer Nähe zur Erdbahn bewegt, und zwar in nur etwa 5,3 Mio. km (0,036 AE) Abstand dazu. Die Erde hatte diese Stelle ihrer Bahn allerdings bereits um den 14. November passiert.
Für den Kometen konnte zunächst wegen der wenigen Beobachtungen keine geschlossene Bahnform berechnet werden. Dennoch konnten E. Everhart und B. Marsden eine Abschätzung darüber treffen, wie die Bahn des Kometen während seiner Passage des inneren Sonnensystems beeinflusst worden wäre. Demnach hätte sich die Große Halbachse einer angenommenen elliptischen Umlaufbahn gegenüber dem ursprünglichen Wert deutlich vergrößert.
Nach den (mit relativ großen Ungenauigkeiten behafteten) Bahnelementen der JPL Small-Body Database und ohne Berücksichtigung nicht-gravitativer Kräfte hatte seine Bahn einige Zeit vor der Passage des inneren Sonnensystems eine Exzentrizität von etwa 0,99918 und eine Große Halbachse von etwa 1060 AE, so dass seine Umlaufzeit bei 34.500 Jahren lag. Diese Angaben besitzen allerdings aufgrund der wenigen Beobachtungsdaten eine hohe Unsicherheit.